# Garmin-Transitions 2010
Questa voce raccoglie le informazioni riguardanti la Garmin-Transitions nelle competizioni ufficiali della stagione 2010.

## Stagione
Avendo licenza da UCI ProTeam, la squadra ciclistica statunitense ha diritto di partecipare alle gare del Calendario mondiale UCI 2010, oltre a quelle dei circuiti continentali UCI.

## Organico

### Staff tecnico
TM=Team Manager; DS=Direttore Sportivo.
|  | Naz.                   | Ruolo | Sportivo           |  |  |  |
|  | ---------------------- | ----- | ------------------ |  |  |  |
|  | Stati Uniti (bandiera) | GM    | Jonathan Vaughters |  |  |  |
|  | Stati Uniti (bandiera) | DS    | Lionel Marie       |  |  |  |
|  | Danimarca (bandiera)   | DS    | Johnny Weltz       |  |  |  |
|  | Stati Uniti (bandiera) | DS    | Chann McRae        |  |  |  |
|  | Australia (bandiera)   | DS    | Matthew White      |  |  |  |
|  | Spagna (bandiera)      | DS    | Bingen Fernández   |  |  |  |

### Rosa
|  | Naz.                     |  | Sportivo              | Anno |  |  |
|  | ------------------------ |  | --------------------- | ---- |  |  |
|  | Australia (bandiera)     |  | Jack Bobridge         | 1989 |  |  |
|  | Stati Uniti (bandiera)   |  | Kirk Carlsen          | 1987 |  |  |
|  | Stati Uniti (bandiera)   |  | Steven Cozza          | 1985 |  |  |
|  | Stati Uniti (bandiera)   |  | Tom Danielson         | 1978 |  |  |
|  | Nuova Zelanda (bandiera) |  | Julian Dean           | 1975 |  |  |
|  | Stati Uniti (bandiera)   |  | Timmy Duggan          | 1982 |  |  |
|  | Stati Uniti (bandiera)   |  | Tyler Farrar          | 1984 |  |  |
|  | Brasile (bandiera)       |  | Murilo Fischer        | 1979 |  |  |
|  | Canada (bandiera)        |  | Ryder Hesjedal        | 1980 |  |  |
|  | Sudafrica (bandiera)     |  | Robert Hunter         | 1977 |  |  |
|  | Svezia (bandiera)        |  | Fredrik Kessiakoff    | 1980 |  |  |
|  | Paesi Bassi (bandiera)   |  | Michel Kreder         | 1987 |  |  |
|  | Australia (bandiera)     |  | Trent Lowe            | 1984 |  |  |
|  | Paesi Bassi (bandiera)   |  | Martijn Maaskant      | 1983 |  |  |
|  | Irlanda (bandiera)       |  | Daniel Martin         | 1986 |  |  |
|  | Canada (bandiera)        |  | Christian Meier       | 1985 |  |  |
|  | Australia (bandiera)     |  | Cameron Meyer         | 1988 |  |  |
|  | Australia (bandiera)     |  | Travis Meyer          | 1989 |  |  |
|  | Regno Unito (bandiera)   |  | David Millar          | 1977 |  |  |
|  | Stati Uniti (bandiera)   |  | Danny Pate            | 1979 |  |  |
|  | Stati Uniti (bandiera)   |  | Tom Peterson          | 1986 |  |  |
|  | Stati Uniti (bandiera)   |  | Peter Stetina         | 1987 |  |  |
|  | Canada (bandiera)        |  | Svein Tuft            | 1977 |  |  |
|  | Stati Uniti (bandiera)   |  | Christian Vande Velde | 1976 |  |  |
|  | Belgio (bandiera)        |  | Johan Vansummeren     | 1981 |  |  |
|  | Paesi Bassi (bandiera)   |  | Ricardo van der Velde | 1987 |  |  |
|  | Australia (bandiera)     |  | Matthew Wilson        | 1977 |  |  |
|  | Stati Uniti (bandiera)   |  | David Zabriskie       | 1979 |  |  |

## Ciclomercato
| Jack Bobridge      | AIS            |
| Kirk Carlsen       | Team Felt      |
| Murilo Fischer     | Liquigas       |
| Robert Hunter      | Barloworld     |
| Fredrik Kessiakoff | Fuji-Servetto  |
| Michel Kreder      | Rabobank Cont. |
| Travis Meyer       | AIS            |
| Peter Stetina      | Team Felt      |
| Johan Vansummeren  | Silence-Lotto  |
| Matthew Wilson     | Team Type 1    |

| Blake Caldwell     | Team Holowesko Partners |
| Hans Dekkers       | Landbouwkrediet         |
| Jason Donald       | OUCH                    |
| Huub Duyn          | NetApp                  |
| Lucas Euser        | Team SpiderTech         |
| Michael Friedman   | Jelly Belly             |
| William Frischkorn | ritirato                |
| Kilian Patour      | UC Orléans              |
| Chris Sutton       | Sky                     |
| Bradley Wiggins    | Sky                     |

## Palmarès

### Corse a tappe
ProTour
- Giro d'Italia

2ª tappa (Tyler Farrar)
10ª tappa (Tyler Farrar)
- Tour de Pologne

5ª tappa (Daniel Martin)
Classifica generale (Daniel Martin)
- Eneco Tour

Prologo (Svein Tuft)
5ª tappa (Jack Bobridge)
- Vuelta a España

5ª tappa (Tyler Farrar)
21ª tappa (Tyler Farrar)
Continental
- Driedaagse De Panne - Koksijde

3ª tappa, 1ª semitappa (Tyler Farrar)
3ª tappa, 2ª semitappa (David Millar)
Classifica generale (David Millar)
- Post Danmark Rundt

5ª tappa (Svein Tuft)
- Tour of California

3ª tappa (David Zabriskie)
8ª tappa (Ryder Hesjedal)
- Vuelta a Murcia

1ª tappa (Robert Hunter)
2ª tappa (Robert Hunter)
- Critérium International

3ª tappa (David Millar)
- Delta Tour Zeeland

Classifica generale (Tyler Farrar)

### Corse in linea
ProTour
- Vattenfall Cyclassics (Tyler Farrar)

Continental
- Scheldeprijs (Tyler Farrar)
- Tre Valli Varesine (Daniel Martin)
- Chrono des Nations - Les Herbiers Vendée (David Millar)
- Giochi del Commonwealth, Cronometro (David Millar)

### Campionati del mondo
Pista
- Campionati del mondo

Inseguimento a squadre (Jack Bobridge, Cameron Meyer)
Madison (Cameron Meyer)
Corsa a punti (Cameron Meyer)

### Campionati nazionali
Strada
- Campionati australiani

In linea (Travis Meyer)
Cronometro (Cameron Meyer)
- Campionati brasiliani

In linea (Murilo Fischer)
- Campionati canadesi

Cronometro (Svein Tuft)

### Pista
- Giochi del Commonwealth

Inseguimento individuale (Jack Bobridge)
Inseguimento a squadre (Jack Bobridge, Cameron Meyer)
Corsa a punti (Cameron Meyer)
Scratch (Cameron Meyer)
- 2ª tappa Coppa del mondo, Inseguimento a squadre (Travis Meyer)

## Classifiche UCI

### Calendario mondiale UCI
Individuale
Piazzamenti dei corridori della Garmin-Transitions nella classifica individuale del Calendario mondiale UCI 2010.
| Pos. | Ciclista         | Punti |
| ---- | ---------------- | ----- |
| 8    | Ryder Hesjedal   | 307   |
| 9    | Tyler Farrar     | 306   |
| 59   | Daniel Martin    | 106   |
| 74   | Tom Danielson    | 64    |
| 83   | Svein Tuft       | 56    |
| 103  | Julian Dean      | 38    |
| 106  | Michel Kreder    | 34    |
| 143  | Robert Hunter    | 15    |
| 162  | David Millar     | 10    |
| 198  | Jack Bobridge    | 6     |
| 215  | Martijn Maaskant | 4     |
| 220  | David Zabriskie  | 4     |

Squadra
La Garmin ha chiuso in settima posizione con 839 punti.